# Bełk (gmina)

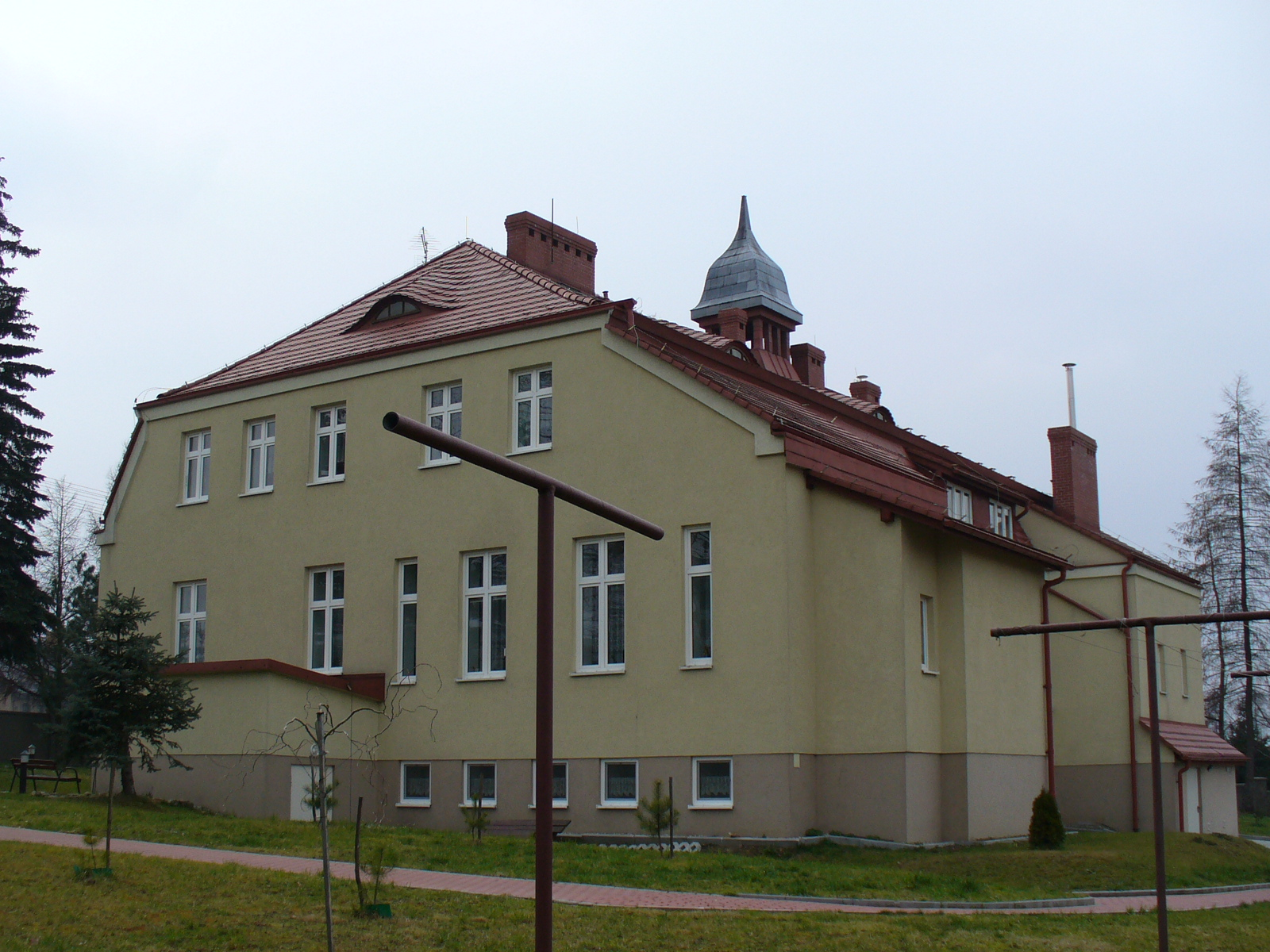
Dawny szpital w Bełku

Bełk (od 1977 Leszczyny) – dawna gmina wiejska istniejąca w latach 1945–54 i 1973–77 w woj. śląskim, tzw. dużym katowickim (czasowo nazwanym stalinogrodzkim), tzw. małym katowickim (obecnie teren woj. śląskie). Siedzibą władz gminy był Bełk.
Gmina zbiorowa Bełk powstała w grudniu 1945 w powiecie rybnickim w woj. śląskim (śląsko-dąbrowskim). Według stanu z 1 stycznia 1946 gmina składała się z 4 gromad: Bełk, Palowice, Stanowice i Szczejkowice. 6 lipca 1950 zmieniono nazwę woj. śląskiego na katowickie, a 9 marca 1953 na woj. stalinogrodzkie.
Według stanu z 1 lipca 1952 gmina składała się w dalszym ciągu z 4 gromad (bez zmian). Gmina została zniesiona 29 września 1954 wraz z reformą wprowadzającą gromady w miejsce gmin.
Gminę Bełk reaktywowano 1 stycznia 1973 w tymże powiecie i województwie. W skład gminy Bełk weszły 4 sołectwa (Bełk, Palowice, Stanowice i Szczejkowice) oraz obręb Przegędza (ten ostatni wyłączony z miasta Leszczyny).
1 czerwca 1975 gmina weszła w skład nowo utworzonego (mniejszego) woj. katowickiego.
1 lutego 1977 siedziba gminy została przeniesiona do Leszczyn z jednoczesną zmianą nazwy jednostki na gminę Leszczyny (od 1 stycznia 1992 zmienioną w miejsko-wiejską gminę o nazwie Czerwionka-Leszczyny).